# The Night Watch
The Night Watch — концертний альбом англійського гурту King Crimson, випущений 13 січня 1998 року на лейблі Discipline Global Mobile.

## Композиції
1. Easy Money — 6:14
2. Lament — 4:14
3. Book of Saturday — 4:07
4. Fracture — 11:28
5. The Night Watch — 5:28
6. Improvisation: Starless and Bible Black — 9:11
7. Improvisation: Trio — 6:09
8. Exiles — 6:37
9. Improvisation: The Fright Watch — 6:03
10. The Talking Drum — 6:34
11. Larks' Tongues in Aspic (Part II) — 7:51
12. 21st Century Schizoid Man — 10:38

## Учасники запису
- Роберт Фріпп — гітара, вокал
- Білл Бруфорд — ударні
- Девід Кросс[en] — клавішні
- Джон Веттон — вокал, бас